# てまひま堂
株式会社てまひま堂(てまひまどう)は、鹿児島県日置市に本社を置く、健康食品の製造・通信販売をおこなう日本の食品メーカー。栄養補助食品「てまひまにんにく卵黄」が主な商品。

## 沿革
- 2001年 -　9月 - 吉岡バナナグループとして創業。

　　　　　　　　　　　　　　小山田工場にて「にんにく卵黄229-55(ニンニクゴーゴー)」製造開始。
- 2002年 -　4月 - 株式会社てまひま堂設立。
- 2002年 -　7月 - にんにく卵黄「229-55(ニンニクゴーゴー)」販売開始。
- 2004年 -　5月 - 「洗顔石鹸てまひま美人」販売開始。
- 2006年 -　7月 - 第二テレホンマーケティング事業部稼動開始。
- 2009年 -　2月 - にんにく卵黄「229-55(ニンニクゴーゴー)」JHFAマーク取得[3]。
- 2010年 -　2月 - 株式会社てまひま堂 ISO9001 取得[4]。
- 2010年 -　4月 - 日置工場稼働。
- 2010年 -　5月 - にんにく卵黄「229-55(ニンニクゴーゴー)」モンドセレクション2010銀賞。
- 2010年 -　7月 - 日置工場一般工場見学開始。
- 2011年 -　3月 - 安全性自主点検認証制度取得 「製品」にんにく卵黄　229-55、「原材料」229-55粉末
- 2011年 -　5月 - にんにく卵黄「229-55(ニンニクゴーゴー)」モンドセレクション2011銀賞。
- 2011年 - 10月 - にんにく卵黄「229-55(ニンニクゴーゴー)」ハイクオリティ認証を取得[5]。
- 2011年 - 11月 - 日置工場 日本健康・栄養食品協会認定「適正製造規範(GMP)認証」取得。
- 2012年 -　5月 - 229-55　日本健康・栄養食品協会認定「GMP認定工場製品認証」取得[6]。
- 2012年 -　5月 - にんにく卵黄「229-55(ニンニクゴーゴー)」モンドセレクション2012銀賞(3年連続銀賞受賞)。
- 2013年 -　5月 - にんにく卵黄「229-55(ニンニクゴーゴー)」モンドセレクション2013金賞受賞[7]。
- 2013年 -　5月 - 日置工場ISO22000取得[8]。

## 事業所・工場
- 日置工場

## 関連会社
- 株式会社吉岡バナナ
- 有限会社福産食研(しゃぶしゃぶすきやき｢福わらじ｣)